# Coordination des organisations autochtones du bassin amazonien
La Coordination des organisations autochtones du bassin de l'Amazone ou COICA (acronyme de Coordinadora de las Organizaciones Indígenas de la Cuenca Amazónica en espagnol) est une organisation faîtière des groupes ethniques amérindiens des neuf pays du bassin amazonien (Brésil, Colombie, Pérou, Équateur, Venezuela, Bolivie, Surinam, Guyana, Guyane/France), pouvant être « considérée comme leur bras diplomatique ».
Elle se présente elle même en 2021 comme « organisation autochtone de convergence internationale qui oriente ses efforts vers la promotion, la protection et la sécurité des peuples et territoires autochtones à travers la défense de leurs modes de vie, principes et droits sociaux et spirituels et les valeurs culturelles. Notre préexistence est encadrée dans la défense de la vie et de l'Amazonie pour continuer comme une graine sur terre et conserver les forêts pour une planète vivante qui assure la continuité de nos générations présentes et futures ».
La COICA a été fondée en 1984 à Lima au Pérou, par des représentants de populations indiennes ou indigènes voulant s'organiser face à la multiplication de conflits visant des populations autochtones.
Ces conflits étaient par exemple induits par la déforestation, des mises en culture, en plantations ou en pâturage, ou au pillage de ressources génétiques et à la chasse. Toute solution impliquait d'abord une délimitation légale et reconnue de territoires amérindiens.

Ces populations devaient aussi, et de plus en plus, faire face à la surexploitation anarchique et souvent illégales des ressources naturelles non renouvelables du sous-sol, comme le pétrole et le gaz naturel, ou l'or (cf. orpaillage polluant), à leur détriment.
La COICA s'est rapidement développée et a en 1993 transféré son siège à Quito, en Équateur où l'organisation a reçu la reconnaissance légale de l'État équatorien.
Les peuples autochtones de Guyane y sont notamment représentées par la Fédération des organisations autochtones de Guyane . la France, dans la soi-disant « patrie des droits de l’homme », en termes de respect des droits des peuples autochtones, la Guyane n’est pas vraiment logée à meilleure enseigne que sa voisine brésilienne ; le Grand Conseil coutumier, instance dédié à porter la voix des peuples autochtones et businenge auprès de l’État, créé en 2018 et censée représenter les peuples autochtones et afro descendants n'est toujours que « consultatif ».

## Histoire, création, membres
Peu après la signature du Traité de coopération amazonienne (TCA) qui évoluera en organisation régionale (Organisation du TCA) en 2003, où la COICA a un siège de consultant.
En mars 1984 trois organisations d'Amazonie andine créent le noyau de départ de la COICA
- Asociación Interétnica de Desarrollo de la Selva Peruana (AIDESEP, membre fondateur)
- Confederación de Pueblos Indígenas de Bolivia (CIDOB, membre fondateur)
- Confederación de las Nacionalidades Indígenas de la Amazonia Ecuatoriana (Confédération des nationalités indigènes de l'Amazonie équatorienne ou CONFENIAE, membre fondateur)

Elles sont accompagnées par deux organisations nationales : 
- Organisation de nationalités indigènes de Colombie ou ONIC (remplacée en 1995 par l'Organisation des peuples indigènes de l'Amazonie colombienne ou OPIAC),
- Union de nations indigènes du Brésil (UNI), remplacée en 1989 par la Coordination des organisations indigènes d'Amazonie brésilienne (COIAB pour Coordenação das Organizações Indígenas da Amazônia Brasileira ).

En 1989, s'y ajoutent : 
- le Conseil national indien du Venezuela (CONIVE),

… et entre 1991 et 1994.
- l'Association des peuples amérindiens de Guyana (APA) ;
- l'Organisation indigène  du Surinam (OIS) ;
- la Fédération des organisations autochtones de Guyane française (FOAG)

… puis :
- Organisation Régionale des Villages Indigènes d'Amazonie (ORPIA)
- Organisation des villes indigènes de l'Amazonie colombienne.

Son premier président a été Evaristo Nungkuag Ikanan, du peuple Aguaruna qui représentait l'AIDESEP. Il a présidé la coordination durant 8 ans (de 1984 à 1992) et a été remplacé par Valerio Grefa Uquiña.
La COICA se montre rapidement plus efficace que le Traité de coopération amazonienne, dont via ses alliances avec des organismes multilatéraux et diverses ONG œuvrant dans les domaines des droits de l'homme, de l'environnement, du Climat.

## Coordinateur/Coordinatrice
Actuellement, la coordinatrice générale de la COICA est Fany Kuiru, du peuple witoto de Colombie, élue en 2022 présenté par l'OPIAC (organisation des peuples autochtones de l'amazonie colombienne). À la suite de l'installation de la parité homme /femme dans les instances de la COICA. Elle est la première femme à occuper cette fonction.
Précédemment, le coordinateur était  José Gregorio Diaz Mirabal, membre du peuple Wakuenai Kurripaco (une ethnie amazonienne tranfrontalière, répartie entre le Venezuela, le Brésil et la Colombie), né au Venezuela, élu pour deux ans coordonnateur du Congrès des organisations autochtones du bassin amazonien, basée à Quito en Équateur, organisation qui représentait (en 2012) 511 communautés de peuples autochtones amazoniens, dont 66 peuples ou tribus isolés volontairement), vivant dans neuf pays amazoniens, soit 3 à 4 millions de personnes selon les sources,.

 Mirabal se consacre à la protection de la forêt amazonienne, y compris en tant que puits de carbone, ainsi qu'à la reconnaissance des droits des peuples autochtones et de leurs savoirs traditionnels, alors que ces peuples doivent faire face à des actes de violence et de racisme, souvent associés aux avancées des infrastructures, de l'orpaillage illégal, de l'industrie extractive, des éleveurs et de l'agriculture du soja, des feux de forêt qui détruisent les territoires et ressources des populations autochtones, également mises à mal récemment par la pandémie de COVID-19. Selon lui : « Le jour où les peuples autochtones disparaîtront, l'Amazonie disparaîtra également » ; cette phrase de Gregorio Díaz Mirabal a été sélectionnée comme étant l'une des 12 phrases les plus impressionnantes retenues par le média Mongabay Latam parmi les centaines de témoignages qu'il a enregistré en 2020.
Au nom de la coordination, il dénonce la criminalité et les violences qui sévissent en Amazonie à l'encontre des peuples autochtones et notamment de leaders écologistes assassinés ou, pour ceux qui ont plus de chance, emprisonnés.

## Objectifs, vision
La COICA cherche à promouvoir et de développer des mécanismes qui encouragent l'interaction des peuples autochtones avec les organisations membres de la COICA, à défendre l'autodétermination et l'autonomie des peuples autochtones, faire respecter les droits humains de ses membres, coordonner les actions de ses membres au niveau international, pour fortifier et cultiver la collaboration mutuelle entre tous les peuples autochtones de la région, et pour promouvoir la revendication culturelle de ses membres. Elle promeut le droit à l'intégrité culturelle qui implique de pouvoir pratiquer les langues, religions, médecines et organisations sociales plus ou moins traditionnelles, de légaliser le droit coutumier dans une forêt dont l'intégrité écologique serait restauré ou protégé.
La COICA définit l'autodétermination comme le droit de choisir un modèle de développement propre, reposant sur l'autogestion et l'autonomie territoriale, ce qui implique le respect de formes autonomes de gouvernement et le droit à contrôler toutes les activités économiques dans des territoires légalement délimités.
Sur son site internet, la COICA se définit comme « une organisation autochtone qui promeut, protège et garantit le plein exercice des droits à une vie pleine en tant que partie intégrante de la nature et de l'univers ».

## Difficulté
Deux grands problèmes pour le fonctionnement de la COICA sont d'une part l'immensité de l'Amazonie et de ses trois sous-ensembles géopolitiques (région andine, Amazonie brésilienne et zone Caraïbes) et d'autre part la nécessité de coordonner des centaines de groupes ethnolinguistiques plus ou moins dispersés, parfois en isolement volontaire par rapport aux acteurs institutionnels et du marché.

## Actions
La COICA a d'abord participé à certaines discussions politiques concernant les peuples autochtones.
Elle a rapidement cherché à participer à d'autres instances, en commençant par la Commission spéciale pour les affaires autochtones du Traité de coopération amazonienne. Elle en a analysé 32 projets susceptible d'affecter des populations atutochrones amérindiennes, en concluant que 28 d'entre eux leur seraient néfastes.
Dans le cadre de la coopération internationale et bilatérale, la Banque mondiale, la Banque interaméricaine de développement, l'agence américaine de coopération USAID et la Communauté européenne financent les gouvernements du Traité amazonien, souvent au détriment de la forêt et des populations locales. La COICA a donc cherché à faire en sorte que ces organismes écoutent les communautés autochtones avant de financer les projets proposés par les gouvernements à leur intention ou pour exploiter les ressources naturelles de l'Amazonie. La Banque mondiale a été la première à officiellement répondre à cette demande, mais quand la COICA a sollicité son appui pour la démarcation des terres indiennes du Bassin, « la Banque mondiale a posé comme préalable l'extinction des prétentions des Autochtones sur deux territoires pour lesquels ils luttaient depuis des années ». La COICA a été intégrée dans le programme « Énergie, environnement et population » de la Banque Mondiale.

### L'Agenda indigène amazonien
En juin 2001, le 6e congrès de la COICA, à Leticia (Colombie), a décidé de se doter d'un plan d'action stratégique et programmatique, dit « Agenda indigène amazonien » ou AIA pour Agenda Indígena Amazónica ; 
Cet Agenda encourage les échanges interethniques en Amazonie, la diffusion des revendications territoriales et l'exigence auprès d'organismes internationaux, des administrations publiques et des ONG nationales et internationales de droits spécifiques (autodétermination notamment).
Il est construit en six axes : 
1. viabilité humaine ;
2. territoires et ressources naturelles ;
3. systèmes juridiques et constitutionnels propres ;
4. renforcement des connaissances traditionnelles (dites sagesses ancestrales) ;
5. économie et développement ;
6. systèmes, technologies et communications (incluant un volet formation académique et scientifique)[1].

L'Agenda indigène amazonien promeut une évolution vers une « participation équitable des genres (hommes et femmes) et des générations (enfants, jeunes, adultes et personnes âgées) dans le leadership politique, économique, social, culturel et spirituel de les peuples et organisations autochtones d'Amazonie ».

Il se veut au service de plus de 400 peuples autochtones et nationalités du bassin amazonien, afin de maintenir des identités précieuses, la diversité des cultures et coutumes, ayant « les mêmes droits à la vie, que chaque être humain ». La COICA n'oublie pas les « plus de 60 peuples vivant en isolement volontaire de la société nationale dominante dans son ensemble et qui sont en grave danger d'extinction. Il est urgent et prioritaire de soutenir les peuples autochtones en isolement volontaire sous peine d'être complices de leur génocide au XXIe siècle ». Ces peuples sont parfois désignés par le sigle P.I.A.V (acronyme de Pueblos Indígenas Autónomos Voluntario).
Il s'appuie sur les articles 3 et 4 de la Déclaration des droits des peuples autochtones approuvée par les Nations unies le 13 septembre 2008 pour demander le plein droit à l'autodétermination.

### La COICA, l'environnement et le développement soutenable
Pour la COICA le respect des droits des peuples autochtones et la protection des écosystèmes amazoniens sont intimement liés, et les savoirs indigènes sont nécessaires à la connaissance, la conservation et la restauration des écosystèmes amazoniens. La COICA elle s'est donc alliée à de grandes ONG environnementales qui estiment aussi que la participation des Autochtones est nécessaire à la sauvegarde des écosystèmes. Il en est sorti la déclaration d'Iquitos (1990) dont l'article premier déclare que la protection de la forêt amazonienne passe par la garantie légale de leurs terres aux Indiens, avec parfois des « tensions entre ethnicité et écologisme » souligne une étude.
Cette même année 1990, la COICA invite les institutions du développement agissant dans la région amazonienne à clairement formuler des critères fermes d'écoconditionnalité et de soutenabilité tenant compte des modes de vie locaux. Elle demande que ces institutions cessent d'aider les États ne reconnaissant pas les communautés indigènes ou ne les informent pas des impacts socio-écologiques des projets qu'on leur impose, conformément à la Convention 169 de l'OIT. La COICA refuse la médiation des ONG de conservation, car elles ne leur délèguent aucun pouvoir de représentation.
La COICA était présente dans certains grands forums internationaux qui ont notamment préparés le « Projet de déclaration universelle des droits des peuples autochtones » ; de Convention mondiale sur la forêt (projet avorté à Rio en juin 1992) la « Convention sur la biodiversité » et la « Convention sur le changement climatique »).
À partir de 1986, soutenue par un prix du Parlement suisse, elle crée des conférences à Stockholm, Londres, Boston et Washington où elle rencontre des écologues et des représentants écologistes européens travaillant sur les thèmes de la biodiversité et de la globalisation, puis s'associe avec le Mouvement Mondial des Forêts Tropicales Humides (WRM) pour notamment contrer le lobby du commerce des bois tropicaux (Organisation Internationale des Bois Tropicaux ou ITTO) et pour réformer une convention signée par l'ITTO en 1987. La COICA travaille aussi à la mise en œuvre de l'initiative internationale REDD+, lancée en 2008 pour freiner la part du dérèglement climatique induit par la dégradation, destruction et fragmentation des forêts sous l'égide de l'ONU,.
Un autre sujet important est la contamination du réseau trophique par le mercure issu de l'orpaillage (à titre d'exemple, The Guardian a rapporté le cas d'une épidémie d'empoisonnement au mercure dans le territoire supposé protégé des Nahua, très isolé dans la jungle péruvienne où l'on trouve les réserves de Kugapakori, Nagua, Nanti et d'autres créées pour les peuples autochtones en « isolement volontaire » tels que les Mascho Piro (qui est considéré comme la tribu isolée la plus nombreuse du monde) ou des peuples se considérant en « premier contact », comme les Nahua. Une « Analyse de la situation sanitaire du peuple nahua de Santa Rosa de Serjali » (rapport de 171 pages, daté de 2015) montre qu'en 2014, un bébé de 6 mois (d'abord diagnostiqué pour pneumonie, et transportés dans une clinique de Lima était gravement anémique et (ainsi que sa mère) hautement contaminé par le mercure ; à la suite de cela, 150 échantillons d'urine (près de la moitié de la population) ont été analysés : 78 % avaient des « niveaux élevés de mercure », avec un record chez une adolescente de 14 ans : 96,57 parties par million (ppm) soit près de 97 fois la dose qu'il est recommandée de ne pas dépasser (1 ppm) selon l'OMS.

### La COICA et le Climat
Alors que l'Amazonie subit les premiers effets du dérèglement climatique, la COICA, encouragée par les verts, a aussi signé une alliance avec plus de 350 villes européennes préoccupées par l'effet de serre et de la consommation de bois tropicaux. Ces dernières s'y engagent à diminuer leurs émissions de CO2 ; à faire pressions sur leurs gouvernements pour que les banques et entreprises de leur pays cessent de planifier des projets contraires aux intérêts des Autochtones et de la forêt amazonienne. Elles s'y engagent aussi à financer la coopération décentralisée au profit de projets portés par des communautés amérindiennes d'Amazonie, dont il est reconnu qu'elles jouent un rôle protecteur de la forêt et de ses fonctions de puits de carbone.
En 1989, l'un des cofondateurs de la COICA, Evaristo Nugkag, avec le secrétaire l'Environnement de la municipalité de Francfort, Tom Kœnigs [Rossbach de Olmos, 2003] fonde l'Alliance pour le climat.
La Coordination fait aussi appel à des universités (ex. : formation par la Faculté Latino-Américaine de Sciences Sociales de Quito (FLACSO) et l'InWEnt (organisme de coopération allemande) d'une soixantaine de jeunes dirigeants amérindiens venus de huit pays amazonien sur le thème « droits indigènes et exploitation d'hydrocarbures » pour faciliter les rencontres avec les représentants de l'industrie pétrolière et des Ministères de l'Énergie des pays andins.

### La COICA et droits de l'Homme
La COICA a reçu l'appui d'ONG humanitaire ou de défense des droits de l'homme, dont Oxfam America, Cultural Survival et Survival International. Elle a avec eux organisé un premier congrès des ONG de conservation et de la COICA. Ce congrès a validé le projet d'une Coalition des peuples indigènes et traditionnels du bassin amazonien (qui deviendra l'Alliance Amazonienne, crée en 1993, qui en 1994 se dotera d'un bureau de coordination basé à Washington, et d'un conseil supérieur composé à parité d'ONG et d'organisations inter-ethniques.
Des contacts ont été pris avec de grandes ONG dont le WWF, Conservation Internationale, l'Institut Mondial des Ressources (WRI) et les Amis de la Terre, puis avec des ONG plus activistes et plus centrées sur la défense des droits de l'homme (ex. : Racimos de Ungurahui au Pérou, le Centre des Droits Économiques et Sociaux (CDES) et le Front de Défense de l'Amazonie (FDA) en Équateur, la Fondation Gaia en Colombie, Amazon Watch ou encore le Programme des Peuples des Forêts et la Fondation pour les Forêts Tropicales Humides aux États-Unis).
Plusieurs initiatives que la COICA on put éduquer les peuples autochtones dans leurs langues maternelles, et la COICA porte un projet d'université autochtone amazonienne. De telles réalisations ont encouragé la revitalisation des cultures traditionnelles.